# Mathieu Kockelmann
Mathieu Kockelmann (ur. 31 stycznia 2004) – luksemburski kolarz szosowy.
Kolarzem jest również jego brat, Raphael Kockelmann.

## Osiągnięcia
Opracowano na podstawie:

2021
- 1. miejsce w mistrzostwach Luksemburga juniorów (start wspólny)

2022
- 1. miejsce w klasyfikacji punktowej Wyścigu Pokoju Juniorów
  - 1. miejsce na etapach 1. i 2a
- 1. miejsce w Saarland Trofeo
  - 1. miejsce na etapie 3b
- 1. miejsce w mistrzostwach Luksemburga juniorów (jazda indywidualna na czas)
- 2. miejsce w mistrzostwach Luksemburga juniorów (start wspólny)
- 1. miejsce w GP Luxembourg
- 1. miejsce w mistrzostwach Europy juniorów (jazda indywidualna na czas)